# 展望 (美國雜誌)
《展望》（Look）是一本從1937年到1971年在美國愛荷華州狄蒙發行的雙周刊，由小考爾斯所創辦，內容以照片為主。該雜誌的大尺寸11英寸×14英寸被普遍認為是與《生活雜誌》競爭。
1960年中美尚未建交時，愛德加·史諾曾以該雜誌作家的身份訪問中國，並於當年12月起在《展望》發表關於中國的文章。電影導演史丹利·庫柏力克曾在該雜誌擔任攝影師，幫助其事業起步。
該雜誌的發行量於1969年達到頂峰，有775萬份，於1971年停刊時仍有650萬份。

## 外部連結
- [展望雜誌照片收藏]. Library of Congress.   [2018-03-07]. （原始内容存档于2018-03-19）.（英文）